# Amityville III
Amityville III ist ein im 3D-Verfahren gedrehter US-amerikanisch-mexikanischer Horrorfilm aus dem Jahr 1983. Es handelt sich um die zweite Fortsetzung des Films Amityville Horror von 1979.

## Handlung
Nachdem er zusammen mit seiner Partnerin Melanie in dem berüchtigten Haus in der Ocean Avenue 112 in Amityville ein Betrügerpaar entlarvt hat, wird der Journalist John Baxter von dem Immobilienmakler Clifford Sanders überredet, das Haus zu kaufen. Während er das Haus für John vorbereitet, bemerkt Clifford Schritte auf dem Dachboden. Er wird in dem Raum eingeschlossen, wo er von einem Fliegenschwarm angegriffen und getötet wird. John glaubt, dass Clifford an einem Schlaganfall gestorben ist, auch nachdem Melanie ihm einige Fotos zeigt, die sie vor seinem Tod von dem Immobilienmakler gemacht hat und die ihn als verrottenden Leichnam zeigen.
Während John bei der Arbeit ist, kommt er in einem defekten Aufzug fast ums Leben. Zur gleichen Zeit erlebt Melanie in Johns Haus bizarre Vorfälle. Sie wird später in der Nacht von John gefunden, wie sie hysterisch an der Wand kauert. Ihre Versuche, John davon zu überzeugen, dass etwas im Haus ist, stoßen auf taube Ohren. Später, als Melanie die Vergrößerungen der Fotos von Clifford betrachtet, entdeckt sie ein dämonisch aussehendes Gesicht auf den Bildern. Als sie versucht, John die Fotos zu zeigen, wird sie bei einem schrecklichen Autounfall getötet. Alle halten Melanies Tod für einen Unfall, auch John, der nichts von dem Bösen in seinem Haus ahnt.
Während John eines Tages weg ist, benutzen seine Tochter Susan, ihre Freundin Lisa und zwei Freunde ein Ouija-Brett auf dem Dachboden. Das Spiel sagt ihnen, dass Susan in Gefahr ist. Da sie sich langweilen, fahren Susan und die anderen mit Johns Motorboot hinaus, wo sie ins Wasser fällt und ertrinkt. Johns entfremdete Frau Nancy, die gekommen war, um nach Susan zu suchen, ist überrascht, als sie eine durchnässte Susan sieht, die schweigend die Treppe hinaufgeht. Draußen kommt John nach Hause und findet Susans Freunde vor, die ihren leblosen Körper ans Ufer bringen. Nancy erleidet einen Nervenzusammenbruch und weigert sich in dem Glauben, dass Susan noch am Leben ist und bald zurückkehren wird, das Haus zu verlassen, auch nicht zu ihrer Beerdigung.
Nachdem er Albträume von dem alten Brunnen im Keller hat und mit Nancys Wahnvorstellungen, Susan sei noch am Leben, nicht zurechtkommt, erlaubt John seinem Freund, dem paranormalen Ermittler Dr. Elliot West, und einem Team von paranormalen Ermittlern, sich im Haus niederzulassen, um zu beweisen, ob Nancy tatsächlich etwas gesehen hat oder nicht. Während Elliot und John zusehen, wird Nancy von einem geisterhaften Wesen konfrontiert, das mit der Stimme von Susan spricht. Nancy folgt dem Gespenst in den Keller, wo sich der alte Brunnen mit Flüssigkeit gefüllt hat. Elliot drängt das Wesen im Brunnen, sich zu offenbaren und Susan wieder zum Leben zu erwecken. Stattdessen springt ein Dämon aus dem Brunnen, verbrennt Elliots Gesicht mit feurigem Atem und schleppt ihn in die Hölle. Das Haus beginnt zu implodieren. Ein Großteil von Elliots Team wird durch fliegende und explodierende Gegenstände getötet, aber John, Nancy und einige andere entkommen durch ein Fenster. Als John und Nancy das Haus verlassen, blubbert es bedrohlich im Brunnen, aus dem eine unheimlich leuchtende Fliege aufsteigt.

## Besonderheiten
Der Film wurde im ArriVision 3-D-Filmverfahren gedreht und musste für die Fernseh- und Video-Fassung konvertiert werden. Damit entfallen die interessantesten Aspekte des Films für den heutigen Zuschauer.
In einer Nebenrolle ist die zu diesem Zeitpunkt noch unbekannte Meg Ryan als Freundin von John Baxters Tochter Susan zu sehen.

## Kritiken
„Ein ursprünglich auf einige 3-D-Effekte gezirkelter fader Aufguß eines bekannten Horrorfilms, der durch die einfallslose Regie und die lustlosen Schauspieler eher langweilt als Schrecken verbreitet.“